# Gluema
Gluema – rodzaj roślin z rodziny sączyńcowatych obejmujący dwa gatunki. Przedstawiciele rodzaju występują w Afryce Środkowej.

## Systematyka
Pozycja systematyczna według APweb (aktualizowany system APG III z 2009)
Rodzaj z plemienia Sapoteae z podrodziny Sapotoideae w obrębie sączyńcowatych.

Do rodzaju zaliczane są gatunki:
- Gluema ivorensis (Aubrév. & Pellegr. Bull. Soc. Bot. France 81: 798, f. 2 1935)
- Gluema korupensis Burgt Kew Bull. 61: 79 2006)